# Ruska Pilana
Ruska Pilana je naseljeno mjesto u općini Donji Vakuf, Federacija Bosne i Hercegovine, BiH.
Nalazi se u dolini Semešnice, sjeveroistočno od Donjeg Vakufa.

## Stanovništvo

### 1991.
Nacionalni sastav stanovništva 1991. godine, bio je sljedeći:
ukupno: 175
- Srbi - 174
- ostali, neopredijeljeni i nepoznato - 1

### 2013.
Nacionalni sastav stanovništva 2013. godine, bio je sljedeći:
ukupno: 10
- Srbi - 8
- Bošnjaci - 2